# Кабільська мова
Кабільська мова (Taqbaylit) — мова кабілів, належить до групи берберських мов, поширена на півночі Алжиру.
Носіями кабільської мови по всьому світі є близько 7 мільйонів чоловік, з них 5,5 мільйонів живуть в Алжирі. Як правило, ці люди багатомовні, що володіють одночасно арабською і французькою мовами.
Кабільська мова визнана в Алжирі як одна з офіційних мов і вживається в державному діловодстві. З кінця XX століття розвивається література кабільською мовою. Традиційним центром її поширення є провінція Тізі-Узу.
Раніше для написання кабільською мовою використовувалася арабська абетка, однак сьогодні поширеніша латинська абетка. У 1970-х для запису мови також адаптували стародавню писемність тифінаг, що вживається в споріднених туарезьких мовах.